# Aralık (district)
Aralık is een Turks district in de provincie Iğdır en telt 22.155 inwoners (2007). Het district heeft een oppervlakte van 709,2 km². Hoofdplaats is Aralık.
De bevolkingsontwikkeling van het district is weergegeven in onderstaande tabel.
| 1997   | 2000   | 2007   |
| ------ | ------ | ------ |
| 18.705 | 21.747 | 22.155 |

## Drielandenpunt
Aralık is het enige district van Turkije dat aan drie landen grenst. Aralık grenst aan Armenië, Iran en de Nachitsjevan (Azerbeidzjan).